# آتوس سوانتس
آتوس سوانتس (مواليد 13 فبراير 1985) هو مبارز بالسيف برازيلي، مثّل بلاده في الألعاب الأولمبية الصيفية 2012.

## روابط خارجية
آتوس سوانتس على موقع الاتحاد الدولي للمبارزة (الإنجليزية)
- آتوس سوانتس على موقع أوليمبيديا (الإنجليزية)
- آتوس سوانتس على موقع اللجنة الأولمبية البرازيلية (البرتغالية)